# Sternenfels
Sternenfels là xã nằm ở cực bắc huyện Enzkreis, thuộc bang Baden-Württemberg, Đức. Nơi đây bao gồm các làng Diefenbach và Sternenfels.